# Heinrich von Kampen
Heinrich von Kampen oder niederländisch Hinrik van Kampen, auch Henrik, van Campen oder seltener Kampe (* in der Provinz Overijssel, Niederlande; † um 1524 in Lübeck) war ein in Norddeutschland tätiger, vermutlich aus Kampen stammender Glockengießer.

## Leben und Wirken
Vermutlich nannte er sich nach seiner Geburtsstadt Kampen in den Niederlanden. Eine familiäre Beziehung zur Gießerfamilie des Gerhard van Wou ist verschiedentlich erwogen worden, aber nicht sicher nachweisbar. 1502 war er als dessen Gehilfe an der Herstellung der 4.800 Kg schweren Glocke der Stiftskirche St.-Blasius (Braunschweiger Dom), die als „Salvator“ oder „Blasius major“ bezeichnet wird, beteiligt.
Er wird 1484 in Lübeck im Testament des Kord van Reyste erwähnt. Ab 1495 bewohnte er eine Bude am Lübecker Markt. Im Februar 1512 erwarb er das Haus Große Burgstraße 47. Da es im Herbst 1529 von den Vormündern seiner Witwe an den Büchsengießer Hans Schillinck verkauft wurde, muss er zu diesem Zeitpunkt bereits verstorben gewesen sein. Er hinterließ neben seiner 1564 verstorbenen Witwe Dorothea mindestens einen Sohn Heinrich. Das Haus wurde später von dem Geschütz- und Glockengießer Karsten Middeldorp erworben.
Zwischen 1506 und 1517 ist er als Gießer einer großen Anzahl von Glocken und Geschützen in Norddeutschland nachweisbar. 1511 goss er die Feuerglocke für die Martinikirche in Halberstadt. Sechs Glocken lieferte er dem Braunschweiger Dom, drei nach Mecklenburg, darunter eine für die Schlosskirche in Schwerin, drei für die Nicolaikirche in Lüneburg sowie Geschütze für die Herzöge von Mecklenburg.
Die Sonntagsglocke, die er 1508 für die Lübecker Marienkirche goss, stürzte 1942 als Folge des Bombenangriffs am Palmsonntag in die Tiefe; ihre Reste bilden heute zusammen mit der Pulsglocke ein Erinnerungs- und Mahnmal.

## Glocken
| Jahr    | Kirche/Ort                                 | Name            | Gewicht in kg | Durchmesser in mm | Nominal | Bemerkung |
| ------- | ------------------------------------------ | --------------- | ------------- | ----------------- | ------- | --- |
| 1507    | Kloster Bordesholm                         |                 |               |                   |         | Im Dachreiter der Klosterkirche |
| 1508    | Marienkirche (Lübeck)                      | Sonntagsglocke  |               |                   | a0      | Seit 1942 durch den Luftangriff am Palmsonntag zerstört und heute Mahnmal.                                                         |
| 1508    | Dorfkirche Ruest                           |                 |               | 810               | a1 +7   | Seit 1989 in der Dorfkirche Mestlin                                                                                                |
| 1510    | Marienkirche (Ahrensbök)                   |                 |               |                   |         | Maßwerkfries und Umschrift. Relieffigur Johannes des Täufers und Wappen des Stifters.                                              |
| 1510    | Maria-Magdalenenkirche (Lübeck)            | Dominicus       |               |                   | cis1    | heute in der Lutherkirche (Lübeck)                                                                                                 |
| 1512    | St.-Georgs-Kirche (Wichmannsburg)          |                 |               |                   |         | Relieffigur Marienbildnis mit Jesus-Kind sowie Name, Wappen und Porträt des damaligen Pfarrers Hinrich Möller.                     |
| 1514    | Dom zu Halberstadt                         | Laurentius      | 1080          | 1245              | e1 −4   | |
| 1514    | Dom zu Halberstadt                         | Maria Magdalena | 790           | 1070              | fis1 −9 | |
| 1514    | St. Nicolai (Mölln)                        | Salvatorglocke  | ca. 2535      | 1620              | c1      | Umschrift an Schulter und Mantel, Reliefdarstellungen des Salvators und des Heiligen Nikolaus.                                     |
| 1514    | St. Nicolai (Mölln)                        | Marienglocke    | ca. 2000      | 140               | es1     | Umschrift an Schulter und Mantel, Reliefdarstellungen von Madonna im Rosenkranz und der Heiligen Katharina, eingegossen Brakteaten |
| 1514    | St. Nicolai (Mölln)                        | Uhrglocke       |               | 102               | ges1    | Inschrift, Hausmarke Kampens und Lübecker Wappen.                                                                                  |
| 1516    | Dorfkirche Alt Meteln                      |                 |               |                   |         | Kleine Bronzeglocke im freistehenden Glockenstuhl mit Bild der heiligen Katharina                                                  |
| um 1517 | Kirche St. Nikolai (Schelfkirche) Schwerin | Nicolaus        | 850           | 450               | a1 +9   | |
| 1517    | Maria-Magdalenen-Kirche (Lauenburg/Elbe)   |                 |               | 950               | g1      | Zierfriese und Minuskelumschrift. Als Relieffiguren eine Mondsichelmadonna und der Salvator. Unter den Figuren jeweils Wappen.     |